# Pic Bolívar
El Pic Bolívar és una muntanya de 4.978 metres que es troba a Sierra Nevada als Andes, i està situat dins el Parc Nacional Sierra Nevada a la Serralada de Mérida. És el punt més alt de Veneçuela, juntament amb els pics germans Humboldt i Bonpland.
Rep el nom en honor de Simón Bolívar, pare de la pàtria veneçolana. Al seu cim s'hi troba una de les tres glaceres del país andí, motiu pel qual està cobert de neus perpètues. Això no obstant, i gràcies al procés d'escalfament global, la glacera podria eventualment acabar fonent-se i deixar el cim sense neus.

## Altura
El 2002, amb motiu de la declaració per part de les Nacions Unides com l'any internacional de les muntanyes, l'Institut de Geografia de Veneçuela Arxivat 2016-06-22 a Wayback Machine. va decidir verificar l'altura exacta del pic. Fins aleshores al cim se li assignava un rang d'altitud entre els 4.976 i els 5.007 msnm. Els resultats de la campanya de 2002 van establir que el pic Bolívar feia 4978,4 m, amb un marge d'error de ±0,4 msnm.
El mesurament va ser realitzat pels geocientífics Diego Deiros i Carlos Rodríguez, de la USB; José Napoleón Hernández, de l'IGVSB Arxivat 2016-06-22 a Wayback Machine.; i dos escaladors guies de INPARQUES. Per als mesuraments GPS es va dissenyar una xarxa geodèsica conformada pels vèrtexs Pic Bolívar, El Toro, Pedres Blanques, Mucuñuque i Observatori, pertanyent aquest últim a la Xarxa geocèntrica Veneçolana REGVEN.
Es van emprar cinc receptors GPS, de doble freqüència; igualment els mesuraments van ser temporalment prolongats i continus per aconseguir un major volum de dades en el temps, per fer més consistent i fiable la informació.

## Escalada

Vista panoràmica del Massís del Pic Bolívar.

Tot i ser el cim més alt de Veneçuela, el pic Bolívar no fou el principal interès dels escaladors fins ben entrat el segle xx. Això fou degut al fet que vist des de Mérida es considerava que el Pic Toro, a la mateixa serralada, era més alt.
El primer intent d'ascensió documentat al pic Bolívar data de 1897, quan José Trinidad Nieto, Víctor Moreno, Pedro Moreno, J. Eladio Altuve o Medardo Nieto, entre d'altres, van intentar fer el cim sense sort. El 1922 el geòleg suís Moritz Blumenthal fou el primer a arribar a la glacera de Timoncitos, al sud del cim.
El primer ascens amb èxit l'aconseguiren Enrique Bourgoin, Heriberto Márquez i el guia Domingo Guzman Peña Saavedra el 15 de gener de 1935 a través de la gorja de l'extinta glacera de Timoncito.